# Gymnophyton polycephalum
Gymnophyton polycephalum là một loài thực vật có hoa trong họ Hoa tán. Loài này được Clos mô tả khoa học đầu tiên.